# Hans Multscher
Hans Multscher (* okolo 1400, Reichenhofen u Memmingen (dnes Leutkirch im Allgäu) – 1467, Ulm) byl německý gotický sochař, řezbář a malíř.

## Život
Hans Multscher po vyučení v Allgäu cestoval do severní Francie, Burgundska a Nizozemska a předpokládá se, že poznal práce Clause Slutera. Roku 1427 se stal svobodným mistrem, bez povinnosti být členem cechu a platit daně, v císařském městě Ulmu a oženil se s dcerou tamního měšťana Adelheid Kitzin. Až do své smrti vedl velkou dílnu se šestnácti tovaryši a pracoval jako sochař a malíř spolu se svým bratrem Heinrichem Multscherem.

## Dílo

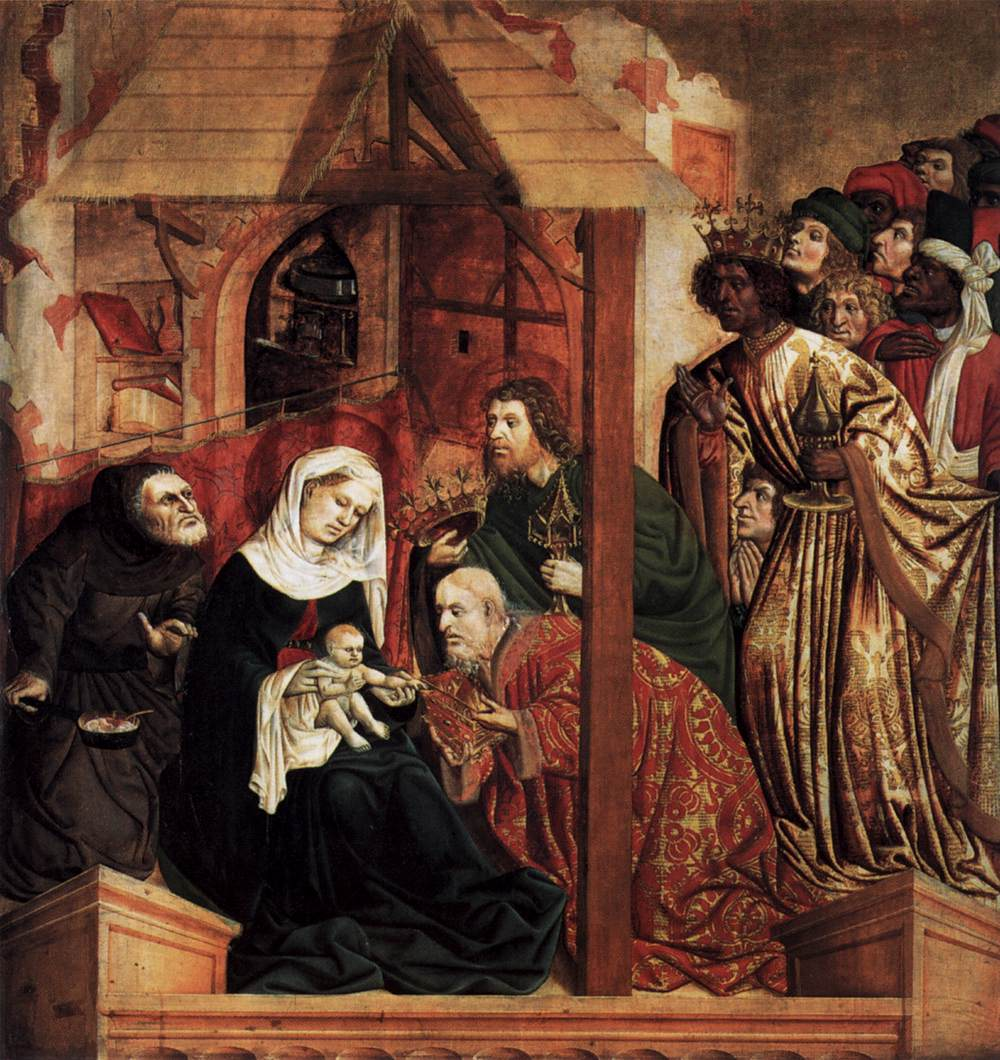
Hans Multscher: Klanění tří králů, 1437

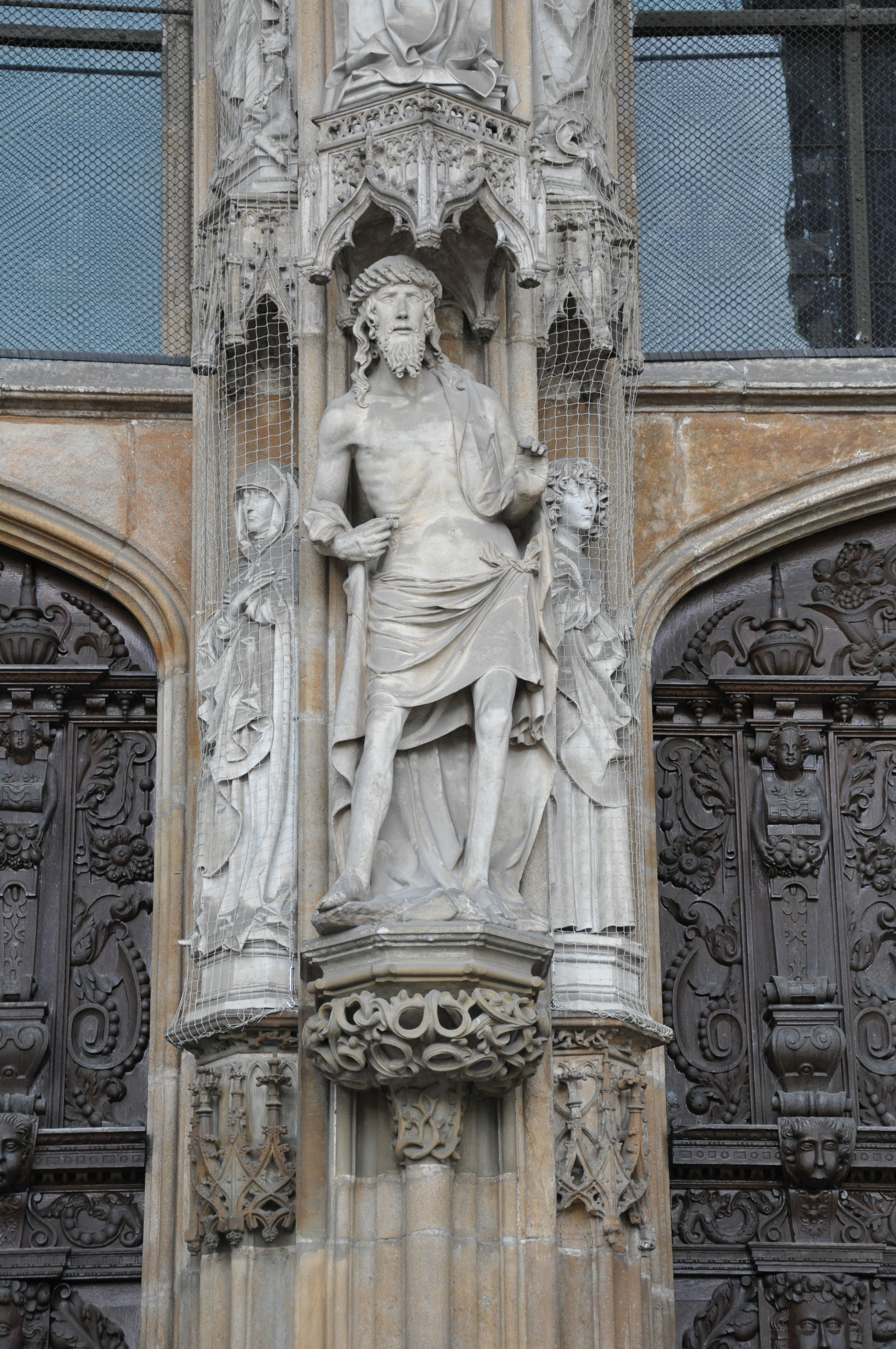
Ecce Homo, Ulm (kopie)

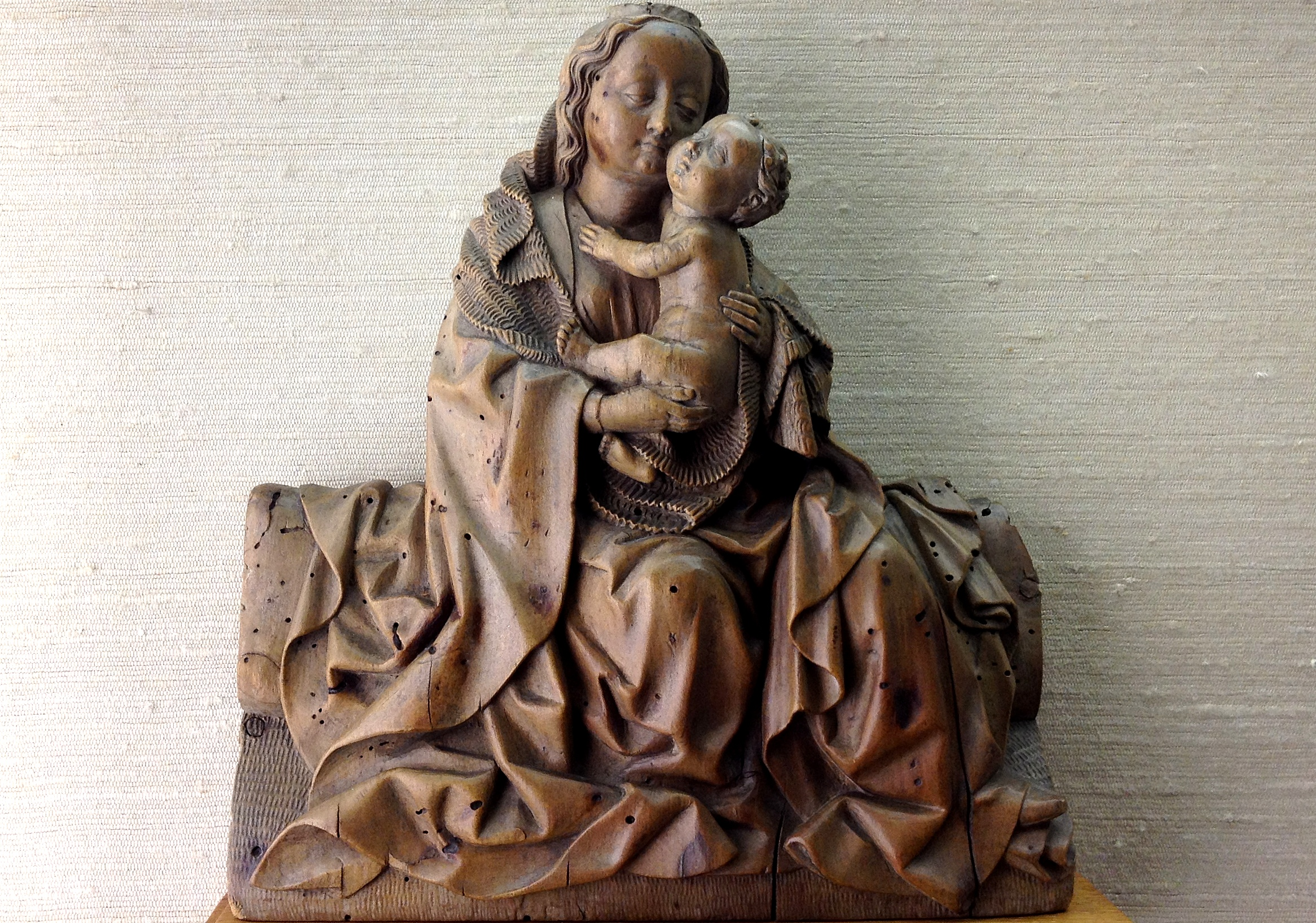
H.Multscher, Madona (kolem 1450)

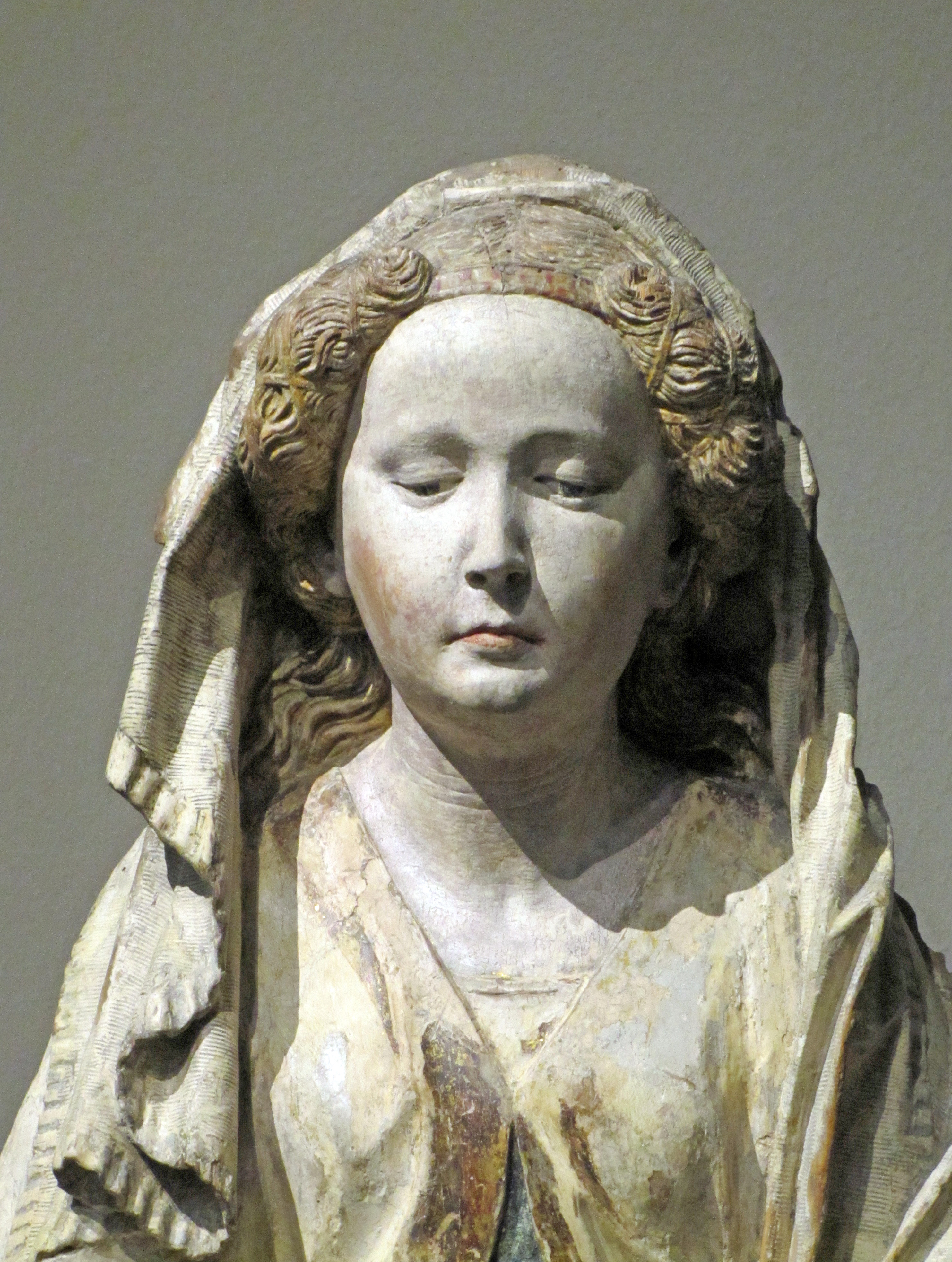
Hans Multscher, sv. Maří Magdalena

Hans Multscher měl odvahu překročit zažité konvence a vyniká jako silná a výrazná osobnost mezi svými současníky, kteří vytvářeli díla "měkkého slohu" (Meister (Frater) Francke, Stefan Lochner, Meister Hartmann). Jeho dílo vychází vstříc reformačnímu hnutí a nabízí osobní citový zážitek a povzbuzení. Týká se to jedné z jeho slavných plastik – drobného malovaného alabastrového reliéfu Nejsvětější trojice ze zámku Sandizell, kde zvěčnil okamžik smrti a smísil typ "andělské piety" se znázorněním Svaté trojice a zvýraznil postavu Boha Otce.
Pro hlavní průčelí katedrály v Ulmu, s portálem a sochami světců od Mistra Hartmanna (1421), vytvořil Multscher roku 1429 sochu Bolestného Krista ("Ecce Homo") na ústředním pilíři západního portálu.
V 50. letech má již Multscherova malba svým realismem blízko k nizozemské renesanci a používá lineární perspektivu (oltář ve Sterzingu).
Jaromír Homolka dává do souvislosti s Multscherovým inovátorstvím některé sochařské práce na Staroměstské radnici v Praze a také Sousoší Olivetské hory v Modřicích u Brna

### Známá díla
- 1425 Madona Reichenhoferská
- 1429 Bolestný Kristus (Ecce Homo), katedrála v Ulmu (socha nahrazena kopií)
- 1430 reliéf Nejsvětější trojice, Liebieghaus, Frankfurt am Main
- 1427–30 pět vyřezávaných figur na okně ("Kaiserfenster"), sochy císaře, českého a polského krále, radnice v Ulmu
- 1433 Kargnische (zbytek oltáře v jižní lodi katedrály v Ulmu, figury zničeny při ikonoklastických bouřích roku 1531), Ulm
- 1437 Madona z Landsbergu jako součást oltáře
- 1437 Křídlový oltář ve Wurzachu, původně s centrální vyřezávanou scénou Ukřižování a dvěma oboustranně malovanými křídly s osmi scénami ze života Krista. Centrální část ztracena, malované desky nyní v Gemäldegalerie Berlin
- 1440 "Multscherova tabule" – část křídlového oltáře, sbírka Waldburg-Wolfegg, zapůjčeno do Muzea v Ulmu
- 1450 křídlový oltář, před reformací v Ulmu, nyní vesnický kostel Scharenstetten
- kolem 1450 sedící Madona, Mainfränkisches Museum, Festung Marienberg, Würzburg
- 1453 Náhrobní deska: Ludwig VII. von Bayern, nyní Bayerisches Nationalmuseum, Mnichov
- 1455–60 Madona z Bihlafingu
- 1456–58 hlavní oltář Frauenkirche Sterzing, nyní Multscher Museum, Sterzing
- 1450 Sochy sv. Jana a sv. Jiří (mramor), katedrála v Ulmu
- 1460 Madona s dítětem, Liebieghaus, Frankfurt am Main
- 1465 Sv. Barbora, Sv. Maří Magdalena, Rottweil, Lorenzkapelle, nyní Liebieghaus, Frankfurt am Main
- 1450–1457 dílna nebo okruh HM: sv. Antonín, Liebieghaus, Frankfurt am Main